# Бакстер, Стэнли
Стэнли Бакстер (англ. Stanley Baxter, полное имя Стенли Ливингстон Бакстер, англ. Stanley Livingstone Baxter; род. 24 мая 1926, Глазго) — шотландский актёр, комик, импрессионист и писатель. Бакстер начал свою карьеру в качестве детского актёра на BBC Scotland, а позже стал известен благодаря собственным телевизионным комедийным шоу «Шоу Стэнли Бакстера», «Картинное шоу Стэнли Бакстера», сериалам «Стэнли Бакстер» и «Мистер Маджейка».

## Биография
Родился 24 мая 1926 года в Глазго, Шотландия, в семье страхового агента. Во время учёбы в средней школе посещал актёрские курсы, а свою творческую карьеру начал в качестве детского актёра в шотландском выпуске программы BBC «Детский час». В годы прохождения службы в Британской армии Бакстер познакомился с такими деятелями киноиндустрии, как Кеннет Уильямс, Петер Вон, Джон Шлезингер и Питер Николс.
После окончания Второй мировой войны Бакстер вернулся в Глазго, где на протяжении трёх лет вступал на сцене театра «Citizens Theatre». После его совместного успеха на радио с Джимми Логаном он был приглашён на роль в пантомиме в Королевском театре в Глазго, за которым последовали его авторские шоу «Half Past Eight» и «Five Past Eight». В 1959 году Бакстер переехал в Лондон, где продолжил работу на телевидении.
В 1969 году он сыграл в постановке Джо Ортона «Что видел дворецкий» в театре Queen’s вместе с Ральфом Ричардсоном и Корал Брауни. Бакстер продолжал выступать на сцене Королевского театра Глазго до своего ухода на пенсию в 1992 году.

## Личная жизнь
Детство Бакстера прошло в Вест-Энде Глазго, где он жил с пяти лет, пока не женился на актрисе Мойре Робертсон. Позже семья проживала в Хайгейте на севере Лондона, пока супруга Бакстера не скончалась в 1997 году.
В августе 2014 года Бакстер был одним из 200 общественных деятелей, подписавших письмо в The Guardian, в котором выражалась их надежда на то, что Шотландия проголосует за сохранение своего статуса как части Соединенного Королевства на сентябрьском референдуме.